# نهر بطاطيا
نهر بطاطيا 
كان من أنهار بغداد القديمة، انشأه الخليفة العباسي أبو جعفر المنصور وذلك بمد فرع من نهر دجيل إلى مدينته المدورة سمي نهر بطاطيا.
 وهو من أنهار الحربية ويمد ماؤه من دجيل كما اشرنا، أوله أسفل فوهة دجيل بست فراسخ يسقي ضياعاً وقرى كثيرة وسط مَسْكِن ويَفنى فيها.
ويجيء نهر بطاطيا إلى بغداد، فيمر على عبارة قنطرة باب الأنبار إلى شارع الكبش فينقطع، ويتفرع منه انهر كثيرة كانت تسقي الحربية وما صاقبها.